# Магистральное
Магистра́льное (каз. Магистральное) — село в Теректинском районе Западно-Казахстанской области Казахстана. Входит в состав Аксуатского сельского округа. Код КАТО — 276237300.

## Население
В 1999 году население села составляло 565 человек (290 мужчин и 275 женщин). По данным переписи 2009 года, в селе проживали 632 человека (334 мужчины и 298 женщин).